# Índice de Maddrey
El Índice de Maddrey fue originalmente descrito por Maddrey y Boitnott como predictor pronóstico en la hepatitis alcohólica. 

## Cálculo
Se mide con la siguiente fórmula:
{\displaystyle {4}.{6}\times \ \left[tiempo\ de\ protrombina\ -\ valor\ de\ control\ (segundos)\right]\ +\ bilirrubina\ serica\ (mg/dl)\,}

## Interpretación
Estudios prospectivos han mostrado que el índice resulta muy útil especialmente en el pronóstico de mortalidad a corto plazo (30 días). Un valor superior a 32 implica una peor respuesta con un rango de mortalidad entre 35% y 45% a los 30 días de evaluación.
Para usar el índice usando unidades del SI - micromol/lt, se divide la bilirrubina por 17